# Liste der Delegierten des Kontinentalkongresses
Die Männer auf dieser Liste trafen sich tatsächlich beim Kontinentalkongress. Insbesondere in den letzten Jahren wurden andere gewählt, haben jedoch abgelehnt oder einfach nie an einem Treffen teilgenommen.

## A
- Andrew Adams; Connecticut (1778)
- John Adams; Massachusetts (1774–1778)
- Samuel Adams; Massachusetts (1775–1781)
- Thomas Adams; Virginia (1778–1779)
- Robert Alexander; Maryland (1776)
- Andrew Allen; Pennsylvania (1775–1776)
- John Alsop; New York (1774–1776)
- John Armstrong senior; Pennsylvania (1779–1780)
- John Armstrong junior; Pennsylvania (1787–1788)
- Jonathan Arnold; Rhode Island (1782–1783)
- Peleg Arnold; Rhode Island (1787–1788)
- John Baptista Ashe; North Carolina (1787)
- Samuel John Atlee; Pennsylvania (1778–1782)

## B
- Abraham Baldwin; Georgia (1785, 1787–1788)
- John Banister; Virginia (1778)
- Robert Barnwell; South Carolina (1787)
- Josiah Bartlett; New Hampshire (1775–1776, 1778)
- John Bayard; Pennsylvania (1785–1786)
- John Beatty; New Jersey (1784–1785)
- Gunning Bedford; Delaware (1783–1784, 1784–1786)
- Thomas Bee; South Carolina (1780–1782)
- Egbert Benson; New York (1784, 1787–1788)
- Richard Beresford; South Carolina (1783–1784)
- Edward Biddle; Pennsylvania (1774–1775)
- William Bingham; Pennsylvania (1786–1788)
- Jonathan Blanchard; New Hampshire (1784)
- Richard Bland; Virginia (1774–1775)
- Theodorick Bland; Virginia (1780–1783)
- Timothy Bloodworth; North Carolina (1786)
- William Blount; North Carolina (1782–1783, 1786–1787)
- Simon Boerum; New York (1774–1775)
- Elias Boudinot; New Jersey (1778, 1781–1783)
- Carter Braxton; Virginia (1776)
- John Brown; Virginia (1787–1788)
- Nathan Brownson; Georgia (1777)
- John Bull; South Carolina (1784–1787)
- Archibald Bulloch; Georgia (1775)
- Thomas Burke; North Carolina (1777–1781)
- William Burnet; New Jersey (1780–1781)
- Robert Burton; North Carolina (1787)
- Pierce Butler; South Carolina (1787)

## C
- Lambert Cadwalader; New Jersey (1785–1787)
- William Carmichael; Maryland (1778–1779)
- Edward Carrington; Virginia (1786–1788)
- Charles Carroll; Maryland (1776–1777)
- Charles Carroll of Carrollton; Maryland (1776–1778)
- Daniel Carroll; Maryland (1781–1783)
- Richard Caswell; North Carolina (1774–1775)
- Jeremiah Chase; Maryland (1783–1784)
- Samuel Chase; Maryland (1774–1778)
- Abraham Clark; New Jersey (1776–1778, 1780–1783, 1786–1788)
- William Clingan; Pennsylvania (1777–1779)
- George Clinton; New York (1775–1776)
- George Clymer; Pennsylvania (1776–1777, 1780–1782)
- John Collins; Rhode Island (1778–1780, 1782–1783)
- Silas Condict; New Jersey (1781–1783)
- Benjamin Contee; Maryland (1788)
- Joseph Platt Cooke; Connecticut (1784–1785, 1787–1788)
- Ezekiel Cornell; Rhode Island (1780–1782)
- Tench Coxe; Pennsylvania (1789)
- Stephen Crane; New Jersey (1774–1776)
- William Cumming; North Carolina (1785)
- Thomas Cushing; Massachusetts (1774–1776)

## D
- Francis Dana; Massachusetts (1777–1778, 1784)
- Nathan Dane; Massachusetts (1785–1788)
- John Dawson; Virginia (1788)
- Jonathan Dayton; New Jersey (1787–1788)
- Silas Deane; Connecticut (1774–1776, 1782–1783)
- John De Hart; New Jersey (1774–1775)
- Charles DeWitt; New York (1784)
- Samuel Dick; New Jersey (1784–1785)
- John Dickinson; Pennsylvania (1774–1776); Delaware (1779)
- Philemon Dickinson; Delaware (1782–1783)
- William Henry Drayton; South Carolina (1778–1779)
- James Duane; New York (1774–1783)
- William Duer; New York (1777–1778)
- Eliphalet Dyer; Connecticut (1774–1779, 1782–1783)

## E
- Pierpont Edwards; Connecticut (1788)
- William Ellery; Rhode Island (1776–1785)
- Oliver Ellsworth; Connecticut (1778–1783)
- Jonathan Elmer; New Jersey (1777–1778, 1781–1783, 1787–1788)
- Nicholas Eveleigh; South Carolina (1781–1782)

## F
- John Fell; New Jersey (1778–1780)
- William Few; Georgia (1780–1782, 1786–1788)
- William Fitzhugh; Virginia (1779)
- Thomas Fitzsimons; Pennsylvania (1782–1783)
- William Fleming; Virginia (1779)
- William Floyd; New York (1774–1776, 1779–1783)
- Nathaniel Folsom; New Hampshire (1774, 1777–1780)
- James Forbes; Maryland (1778–1780)
- Uriah Forrest; Maryland (1787)
- Abiel Foster; New Hampshire (1783–1785)
- Benjamin Franklin; Pennsylvania (1775–1776)
- Frederick Frelinghuysen; New Jersey (1779)
- George Frost; New Hampshire (1777–1779)

## G
- Christopher Gadsden; South Carolina (1774–1776)
- Joseph Galloway; Pennsylvania (1774)
- Leonard Gansevoort; New York (1788)
- John Gardner; Rhode Island (1789)
- Joseph Gardner; Pennsylvania (1784–1785)
- David Gelston; New York (1789)
- Elbridge Gerry; Massachusetts (1776–1780, 1782–1785)
- John Lewis Gervais; South Carolina (1782–1783)
- William Gibbons; Georgia (1784)
- John Taylor Gilman; New Hampshire (1782–1783)
- Nicholas Gilman; New Hampshire (1787–1789)
- Robert Goldsborough; Maryland (1774–1776)
- Nathaniel Gorham; Massachusetts (1782–1783, 1785–1787)
- William Grayson; Virginia (1785–1787)
- Cyrus Griffin; Virginia (1778–1780, 1787–1788)
- Button Gwinnett; Georgia (1776)

## H
- John Habersham; Georgia (1785)
- Joseph Habersham; Georgia (1785)
- John Hall; Maryland (1775)
- Lyman Hall; Georgia (1775–1777)
- Alexander Hamilton; New York (1782–1783, 1788)
- John Hancock; Massachusetts (1775–1778)
- Edward Hand; Pennsylvania (1783–1784)
- John Hanson; Maryland (1780–1782)
- Samuel Hardy; Virginia (1783–1785)
- John Haring; New York (1774, 1785–1787)
- Cornelius Harnett; North Carolina (1777–1779)
- Benjamin Harrison; Virginia (1774–1777)
- William Harrison Jr.; Maryland (1786)
- John Hart; New Jersey (1776)
- John Harvie; Virginia (1777–1778)
- Benjamin Hawkins; North Carolina (1781–1783, 1787)
- Jonathan Hazard; Rhode Island (1788)
- William Hemsley; Maryland (1782–1783)
- James Henry; Virginia, (1780)
- John Henry; Maryland (1778–1780, 1785–1786)
- Patrick Henry; Virginia (1774–1775)
- William Henry; Pennsylvania (1784–1785)
- Joseph Hewes; North Carolina (1774–1776, 1779)
- Thomas Heyward Jr.; South Carolina (1776–1778)
- Stephen Higginson; Massachusetts (1783)
- Whitmell Hill; North Carolina (1778–1780)
- William Hindman; Maryland (1785–1786)
- Samuel Holten; Massachusetts (1778–1780, 1783–1785, 1787)
- William Hooper; North Carolina (1774–1777)
- Stephen Hopkins; Rhode Island (1774–1776)
- Francis Hopkinson; New Jersey (1776)
- Josiah Hornblower; New Jersey (1785–1786)
- Titus Hosmer; Connecticut (1778)
- William Houston; New Jersey (1779–1781, 1784–1785)
- John Houstoun; Georgia (1775)
- William Houstoun; Georgia (1784–1786)
- John Eager Howard; Maryland (1788)
- David Howell; Rhode Island (1782–1785)
- Richard Howly; Georgia (1780–1781)
- Daniel Huger; South Carolina (1786–1788)
- Charles Humphreys; Pennsylvania (1774–1776)
- Benjamin Huntington; Connecticut (1780, 1782–1783, 1788)
- Samuel Huntington; Connecticut (1776, 1778–1781, 1783)
- Richard Hutson; South Carolina (1778–1779)

## I
- Jared Ingersoll; Pennsylvania (1780)
- William Irvine; Pennsylvania (1787–1788)
- Ralph Izard; South Carolina (1782–1783)

## J
- David Jackson; Pennsylvania (1785)
- Jonathan Jackson; Massachusetts (1782)
- John Jay; New York (1774–1776, 1778–1789)
- Thomas Jefferson; Virginia (1775–1776, 1783–1784)
- Daniel of St. Thomas Jenifer; Maryland (1779–1781)
- Thomas Johnson; Maryland (1774–1776)
- Samuel Johnston; North Carolina (1780–1781)
- William Samuel Johnson; Connecticut (1785–1787)
- Allen Jones; North Carolina (1779–1780)
- Joseph Jones; Virginia (1777, 1780–1783)
- Noble Wimberly Jones; Georgia (1781–1782)
- Willie Jones; North Carolina (1780)

## K
- John Kean; South Carolina (1785–1787)
- Dyre Kearney; Delaware (1787–1788)
- Rufus King; Massachusetts (1785–1787)
- Francis Kinloch; South Carolina (1780)
- James Kinsey; New Jersey (1774–1775)

## L
- John Langdon; New Hampshire (1775–1776, 1787)
- Woodbury Langdon; New Hampshire (1779)
- Edward Langworthy; Georgia (1777–1779)
- John Lansing Jr.; New York (1785)
- John Laurance; New York (1785–1787)
- Henry Laurens; South Carolina (1777–1780)
- Richard Law; Connecticut (1777, 1781–1782)
- Arthur Lee; Virginia (1782–1784)
- Francis Lightfoot Lee; Virginia (1775–1779)
- Henry Lee; Virginia (1786–1788)
- Richard Henry Lee; Virginia (1774–1779)
- Thomas Sim Lee; Maryland (1783)
- Francis Lewis; New York (1775–1779)
- Ezra L’Hommedieu; New York (1779–1783, 1788)
- Samuel Livermore; New Hampshire (1780–1782)
- Philip Livingston; New York (1775–1778)
- Robert R. Livingston; New York (1775–1776, 1779–1780, 1784)
- Walter Livingston; New York (1784–1785)
- William Livingston; New Jersey (1774–1776)
- Edward Lloyd; Maryland (1783–1784)
- Pierse Long; New Hampshire (1785–1786)
- James Lovell; Massachusetts (1777–1782)
- Isaac Low; New York (1774)
- John Lowell; Massachusetts (1782)
- Thomas Lynch; South Carolina (1774–1776)
- Thomas Lynch, Jr.; South Carolina (1776)

## M
- James Madison; Virginia (1780–1783, 1787–1788)
- James Manning; Rhode Island (1786)
- Henry Marchant; Rhode Island (1777–1779)
- John Mathews; South Carolina (1778–1781)
- Timothy Matlack; Pennsylvania (1780)
- Eleazer McComb; Delaware (1783–1784)
- Alexander McDougall; New York (1781)
- James McHenry; Maryland (1783–1785)
- Thomas McKean; Delaware (1774–1776, 1778–1782)
- James McLene; Pennsylvania (1779–1780)
- James Mercer; Virginia (1779)
- John Francis Mercer; Virginia (1783–1784)
- Samuel Meredith; Pennsylvania (1786–1788)
- Arthur Middleton; South Carolina (1776–1777, 1781–1782)
- Henry Middleton; South Carolina (1774–1775)
- Thomas Mifflin; Pennsylvania (1774–1775, 1782–1784)
- Nathan Miller; Rhode Island (1786)
- Nathaniel Mitchell; Delaware (1787–1788)
- Stephen Mix Mitchell; Connecticut (1785–1788)
- James Monroe; Virginia (1783–1786)
- John Montgomery; Pennsylvania (1782–1784)
- Joseph Montgomery; Pennsylvania (1780–1782)
- Cadwalader Morris; Pennsylvania (1783–1784)
- Gouverneur Morris; New York (1778–1779)
- Lewis Morris; New York (1775–1777)
- Robert Morris; Pennsylvania (1775–1778)
- John Morton; Pennsylvania (1774–1776)
- Isaac Motte; South Carolina (1780–1782)
- Daniel Mowry; Rhode Island (1780–1782)
- Frederick Muhlenberg; Pennsylvania (1779–1780)

## N
- Abner Nash; North Carolina (1782–1783)
- Thomas Nelson Jr.; Virginia (1775–1777, 1779)

## O
- Samuel Osgood; Massachusetts (1781–1784)
- Samuel Otis; Massachusetts (1787)

## P
- William Paca; Maryland (1774–1779)
- Mann Page; Virginia (1777)
- Ephraim Paine; New York (1784)
- Robert Treat Paine; Massachusetts (1774–1776)
- John Parker; South Carolina (1786–1788)
- George Partridge; Massachusetts (1780)
- John Patten; Delaware (1786)
- Nathaniel Peabody; New Hampshire (1779–1780, 1785)
- William Peery; Delaware (1786)
- Philip Pell; New York (1789)
- Edmund Pendleton; Virginia (1774–1775)
- John Penn; North Carolina (1775–1780)
- Richard Peters Jr.; Pennsylvania (1782–1783)
- Charles Pettit; Pennsylvania (1785–1787)
- William Pierce; Georgia (1787)
- Charles Pinckney; South Carolina (1785–1787)
- George Plater; Maryland (1778–1780)
- Zephaniah Platt; New York (1785–1786)
- Richard Potts; Maryland (1781)

## R
- David Ramsay; South Carolina (1782–1783, 1785–1786)
- Nathaniel Ramsey; Maryland (1786–1787)
- Edmund Jennings Randolph; Virginia (1779, 1781–1782)
- Peyton Randolph; Virginia (1774–1775)
- George Read; Delaware (1774–1777)
- Jacob Read; South Carolina (1783–1785)
- Joseph Reed; Pennsylvania (1778)
- James Randolph Reid; Pennsylvania (1787–1789)
- Samuel Rhoads; Pennsylvania (1774)
- Daniel Roberdeau; Pennsylvania (1777–1779)
- Caesar Rodney; Delaware (1774–1776)
- Thomas Rodney; Delaware (1781–1782, 1786)
- John Rogers; Maryland (1775–1776)
- Jesse Root; Connecticut (1778–1782)
- David Ross; Maryland (1787–1789)
- George Ross; Pennsylvania (1774–1777)
- Benjamin Rumsey; Maryland (1776–1777)
- Benjamin Rush; Pennsylvania (1776–1777)
- Edward Rutledge; South Carolina (1774–1776)
- John Rutledge; South Carolina (1774–1775, 1782–1783)

## S
- James Schureman; New Jersey (1786–1787)
- Philip Schuyler; New York (1775, 1777, 1779–1780)
- John Morin Scott; New York (1780, 1782)
- Nathaniel Scudder; New Jersey (1778–1779)
- James Searle; Pennsylvania (1778–1780)
- Theodore Sedgwick; Massachusetts (1780)
- Joshua Seney; Maryland (1788)
- Jonathan Dickinson Sergeant; New Jersey (1776–1777)
- William Sharpe; North Carolina (1779–1781)
- Roger Sherman; Connecticut (1774–1781, 1784)
- William Shippen; Pennsylvania (1779–1780)
- John Sitgreaves; North Carolina (1785)
- James Smith; Pennsylvania (1776–1778)
- Jonathan Bayard Smith; Pennsylvania (1777–1778)
- Melancton Smith; New York (1785–1787)
- Meriwether Smith; Virginia (1778–1779, 1781)
- Richard Smith; New Jersey (1774–1776)
- Thomas Smith; Pennsylvania (1781–1782)
- William Smith; Maryland (1777)
- Richard Dobbs Spaight; North Carolina (1783–1785)
- Joseph Spencer; Connecticut (1779)
- Arthur St. Clair; Pennsylvania (1786–1787)
- John Stevens; New Jersey (1784)
- Charles Stewart; New Jersey (1784–1785)
- Richard Stockton; New Jersey (1776)
- Thomas Stone; Maryland (1775–1776, 1778, 1784)
- Caleb Strong; Massachusetts (1780)
- Jonathan Sturges; Connecticut (1786)
- John Sullivan; New Hampshire (1774, 1780–1781)
- John Swann; North Carolina (1788)
- James Sykes; Delaware (1777)
- John Cleves Symmes; New Jersey (1785–1786)

## T
- George Taylor; Pennsylvania (1776)
- Edward Telfair; Georgia (1778, 1780–1782)
- George Thatcher; Massachusetts (1787–1789)
- Matthew Thornton; New Hampshire (1776–1777)
- Matthew Tilghman; Maryland (1774–1776)
- James Tilton; Delaware (1783–1784)
- Thomas Tucker; South Carolina (1787–1788)

## V
- Nicholas Van Dyke; Delaware (1777–1781)
- James Mitchell Varnum; Rhode Island (1781–1781, 1787)
- John M. Vining; Delaware (1784–1785)

## W
- James Wadsworth; Connecticut (1784)
- Jeremiah Wadsworth; Connecticut (1788)
- John Walker; Virginia (1780)
- George Walton; Georgia (1776–1777, 1780–1781)
- John Walton; Georgia (1778)
- Artemas Ward; Massachusetts (1780–1781)
- Samuel Ward; Rhode Island (1774–1776)
- George Washington; Virginia (1774–1775)
- John Wentworth junior; New Hampshire (1778)
- Samuel Wharton; Delaware (1782–1783)
- William Whipple; New Hampshire (1776–1779)
- James White; North Carolina (1786–1788)
- Phillips White; New Hampshire (1782–1783)
- John Williams; North Carolina (1778–1779)
- William Williams; Connecticut (1776–1777)
- Hugh Williamson; North Carolina (1782–1785, 1788)
- Thomas Willing; Pennsylvania (1775–1776)
- James Wilson; Pennsylvania (1775–1777, 1783, 1785–1786)
- Paine Wingate; New Hampshire (1787–1788)
- Henry Wisner; New York (1775–1776)
- John Witherspoon; New Jersey (1776–1782)
- Oliver Wolcott; Connecticut (1776–1778, 1780–1783)
- Joseph Wood; Georgia (1777–1778)
- Turbutt Wright; Maryland (1782)
- Henry Wynkoop; Pennsylvania (1779–1782)
- George Wythe; Virginia (1775–1776)

## Y
- Abraham Yates; New York (1787–1788)
- Peter W. Yates; New York (1786)

## Z
- John Joachim Zubly; Georgia (1775)